# Karl Witus Johansson
Karl Witus Johansson, född 13 april 1895 i Svenarums församling i Jönköpings län, död 23 maj 1967 i Värnamo församling i Jönköpings län, var en svensk tidningsman och grundare av Värnamo Nyheter, känd som Kåve.
Karl Witus Johansson var son till hemmansägaren Viktor Johansson och Mathilda Svensdotter. Han var anställd vid Jönköpings läns skogsvårdsstyrelse 1917–1921 och frilansade samtidigt som skribent inom pressen. Han var därefter redaktör för Värnamo-Bladet 1922–1930. Karl Witus Johansson grundade den opolitiska dagstidningen Värnamo Nyheter 1930 och var dess chefredaktör, ansvarige utgivare och verkställande direktör tills en son tog över 1967.
Han var ledamot av styrelsen för Värnamo hembygdsförening, tidvis sekreterare och vice ordförande 1925–1943, ledamot av styrelsen för folkhögskolan 1927–1948, styrelseledamot i Smålandskretsen av Svenska tidningsutgivarföreningen 1940–1963. Han författade bland annat Kultur- och bygdebilder (1922). Han hade Jönköpings läns skogsvårdsstyrelses förtjänsttecken, Bernadottemedalj, Östbo skytteförbunds och Västbo skytteförbunds guldmedalj.
Karl Witus Johansson var från 1924 till sin död gift med Ruth Karlsson (1896–1973), dotter till hemmansägaren Johan Karlsson och Ida Karlsson. De fick dottern Sonia Wänestig 1925 och sonen Karl-Erik Johansson 1934.